# The Drums
The Drums es una banda estadounidense de rock nacida en Brooklyn, Nueva York, inicialmente formada con dos integrantes de la extinta Elkland. Actualmente Jonathan Pierce está al mando de la banda y publican a través de las compañías discográficas Moshi Moshi/Island (UK) y Downtown (US).

## Formación
Jonathan Pierce y Jacob Graham se conocieron en un campamento de verano cuando eran niños. Poco después, formaron el grupo de electro-pop The Goat Explotion con el que estuvieron de gira por América del Norte. 
Después, se separaron por algunos años: Jonathan formó el grupo de rock indie Elkland, que llamó rápidamente la atención de las discográficas, y así, fue firmado por Columbia Records; por su parte, Jacob formó Horse shoes y Goat Explosion,  que firmó con Shelflife Records. Cansados de la música electrónica, decidieron unirse y sustituir los sintetizadores por guitarras. La banda se formó a finales de 2008 y, como resultado de su llegada a Nueva York, buscaron dos nuevos miembros para la banda: el exguitarrista de Elkland, Adam Kessler y el baterista Connor Hanwick.

## Carrera
El 7 de diciembre de 2009, fueron seleccionados como uno de los 15 mejores artistas para la BBC Sounds 2010. Posteriormente, se coloca en el # 5 en esta lista el 4 de enero de 2010. The Drums también apareció en la edición de enero de Cliché Magazine. El artículo incluía una entrevista exclusiva por el editor ejecutivo Miguel Ángel Jiménez y el batería Connor Hanwick.; En el primer número de 2010 de NME fueron nombrados el número 1 de las recomendaciones de la revista para el año, así como en las recomendaciones de The Clash Magazine para 2010. The Drums fueron nombrados como grupo revelación 2010 en Pitchfork según los lectores en 2009. En febrero de 2010, The Drums tocaron alrededor del Reino Unido en el 2010 NME Awards Tour junto a The Maccabees, Bombay Bicycle Club y The Big Pink. Se anunció el 29 de enero que The Drums iban a ser teloneros de Florence and The Machine a lo largo de mayo de 2010 en su próxima gira Cosmic Love. También teloneará a Kings of Leon en Hyde Park, Londres junto a otros actos de apoyo las características, Las Claves Negro y The Whigs. El 7 de mayo de 2010, que apareció en ''Friday Night with Jonathan Ross'', donde interpretó "Best Friend".
Adam Kessler abandonó la formación en septiembre de 2010.
El 1 de marzo de 2017, lanzaron "Blood Under My Belt", el sencillo principal de su cuarto álbum Abysmal Thoughts. Se anunció a través de una publicación en Facebook en la que el líder Jonny Pierce se llevó todo el crédito por la composición y producción del álbum. El antiguo miembro Jacob Graham anunció más tarde en Instagram que había dejado la banda. En su declaración, expresó, "en realidad ha pasado más de un año desde que dejé la banda, pero ahora acaba de salir a la luz a través de la prensa. No hay resentimientos en absoluto, le deseo a Jonny y a la banda la mejor de las suertes. Había estado con la banda durante casi diez años y quería centrarme en mi trabajo con mi nueva banda, Sound of Ceres". Su cuarto álbum fue lanzado el 16 de junio a través de la discográfica ANTI-.
El 15 de enero de 2019, en las redes oficiales de la banda se hizo pública la fecha de lanzamiento del quinto disco de estudio de la banda llamado Brutalism cuyo estreno se realizó el 5 de abril, acompañada por el primer sencillo del disco llamado "Body Chemistry" y una nueva gira por los Estados Unidos.

## Influencias
Sus influencias principales son: The Beach Boys, The Smiths, Joy Division, The Zombies, The Shangri-Las, The Tough Alliance  y Orange Juice. Jacob también mencionó que la reverberación, en general, ha jugado un papel importante en su sonido: "... Si la reverberación no existiera no me habría molestado en tratar de formar una banda."

## Discografía

### Álbumes de estudio
- The Drums (2010)
- Portamento (2011)
- Encyclopedia (2014)
- Abysmal Thoughts (2017)
- Brutalism (2019)
- MOMMY DON'T SPANK ME (2021)
- Jonny (2023)